# Ratusz w Koronowie
Ratusz w Koronowie – budynek mieści się przy północno-wschodniej pierzei Placu Zwycięstwa (rynku). Wzniesiony w pierwszej połowie XIX wieku, rozbudowany w 1913 roku. Siedziba Urzędu Miasta i Gminy Koronowo.

## Historia
Ratusz w Koronowie został wzniesiony w pierwszej połowie XIX wieku. W roku 1913 budynek rozbudowano według projektu bydgoskiego architekta Otto Müllera. W latach 1984–1988 przeprowadzono remont i rewaloryzację ratusza.

Decyzją wojewódzkiego konserwatora zabytków z dnia 2 grudnia 2011 roku ratusz został wpisany do rejestru zabytków.

## Architektura
Ratusz w Koronowie jest dwukondygnacyjnym, klasycystycznym budynkiem wzniesionym na planie litery L. W lewej części siedmioosiowej elewacji znajduje się wejście, ujęte w boniowane pilastry. Bryła nakryta jest dachem naczółkowym krytym czerwonymi dachówkami. W centralnej osi fasady znajduje się nadwieszony, ozdobiony neogotyckimi wieżyczkami, niewielki szczyt z zegarem i herbem miasta. Pod częścią ratusza znajdują się gotyckie piwnice ze sklepianiami kolebkowymi.